# Metacharis exigua
Metacharis exigua är en fjärilsart som beskrevs av Bates 1868. Metacharis exigua ingår i släktet Metacharis och familjen Riodinidae. Inga underarter finns listade i Catalogue of Life.